# Raïon de Votkinsk
Le raïon de Votkinsk (russe : Во́ткинский райо́н; oudmourte : Вотка ёрос) est un raïon de la république d'Oudmourtie en Russie.

## Présentation
Le raïon est institué en 1926.

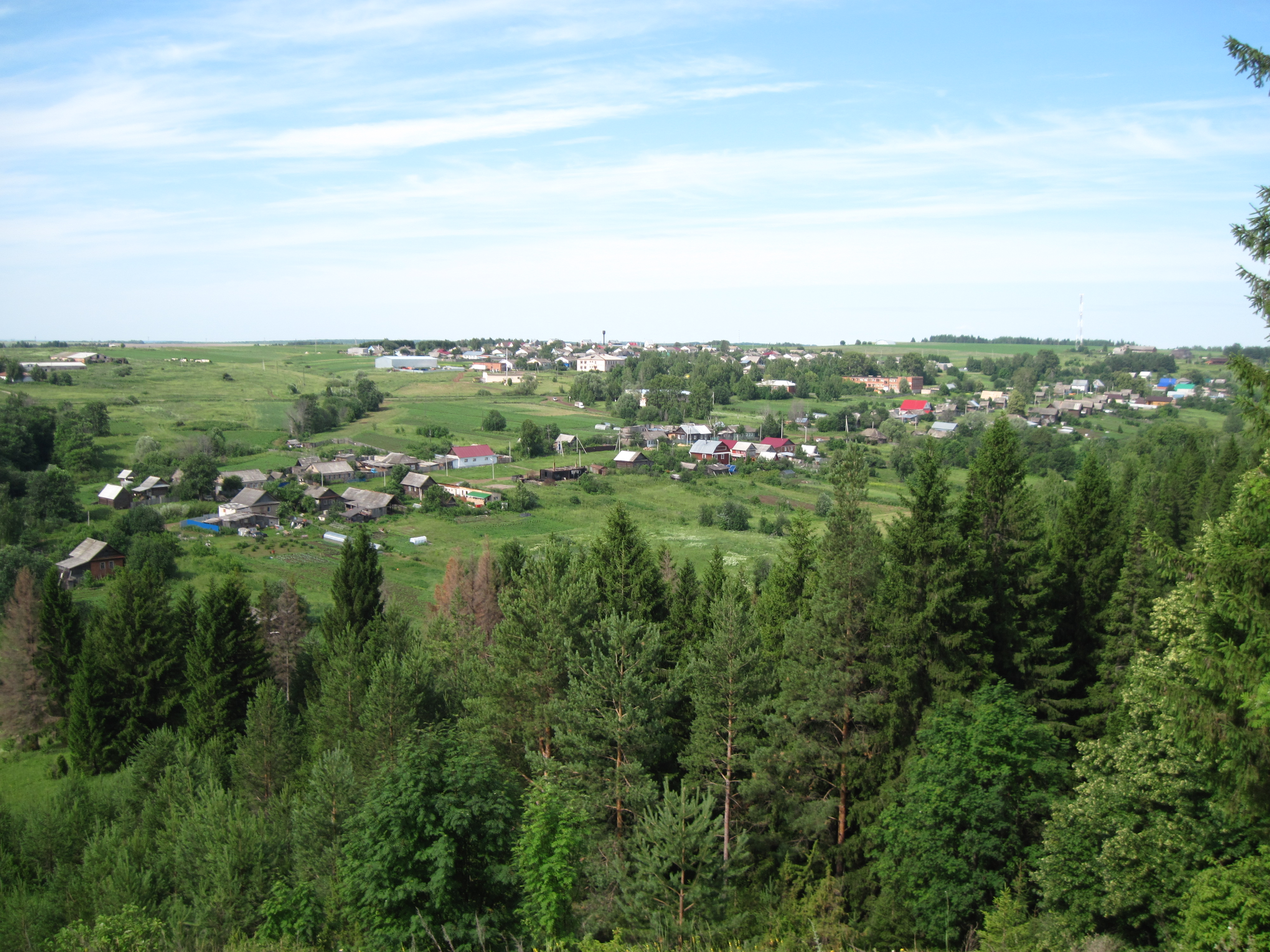
Le village de.

Son centre administratif est la ville de Votkinsk qui cependant n'appartient pas administrativement au raïon.
Sa superficie est de 1 917,6 km2 et sa population est de 24 100 habitants (en 2010).